# Pestalozzi-Verlag
Der Fürther Pestalozzi-Verlag geht zurück auf die Bilderbücherfabrik Löwensohn.

## Geschichte
Die Bilderbücherfabrik wurde am 1. Oktober 1856 von Gerson Löwensohn (1817–1871) in Fürth gegründet. Sie produzierte von 1882 bis 1937 hauptsächlich Bilderbogen, Mal- und Bilderbücher. Nach Übernahme der Geschäfte bauten die Söhne von Löwensohn den Verlag weiter aus; 1894 umfasste das Verlagsprogramm über 700 Titel in bis zu zehn Sprachen.
Während der Zeit des Nationalsozialismus wurden die jüdischen Inhaber gezwungen, ihre verlegerischen und buchhändlerischen Tätigkeiten einzustellen. Sie verkauften das Unternehmen 1937 an die Kunstanstalten May AG (KAMAG) in Dresden. Die Firma wurde in eine GmbH umgewandelt und trat nun unter dem Namen Pestalozzi-Verlag auf. 
In den 1950er und 1960er Jahren entwickelte er sich zu einem der führenden Kinderbuchverlage und war Marktführer im Bereich von Pappbilderbüchern. Im Januar 1972 wurde die Produktion nach Erlangen verlagert. Nach der Umsiedelung übernahm das Unternehmen den Scholz-Mainz-Verlag (1972), den Stuttgarter Boje-Verlag (1983) und den Kinderbuchbereich von Mulder BV (1988). Nach Umsatzeinbrüchen erwarb die dänische Egmont-Medienholding 1998 den Pestalozzi-Verlag und führte ihn ein Jahr lang als Egmont-P. weiter. Ab 1999 gehörte er zum Egmont-Franz-Schneider-Verlag in München, der heute aufgegangen ist in der VEMAG Verlags- und Medien AG, Köln.